# ばら (ゴッホの絵画)

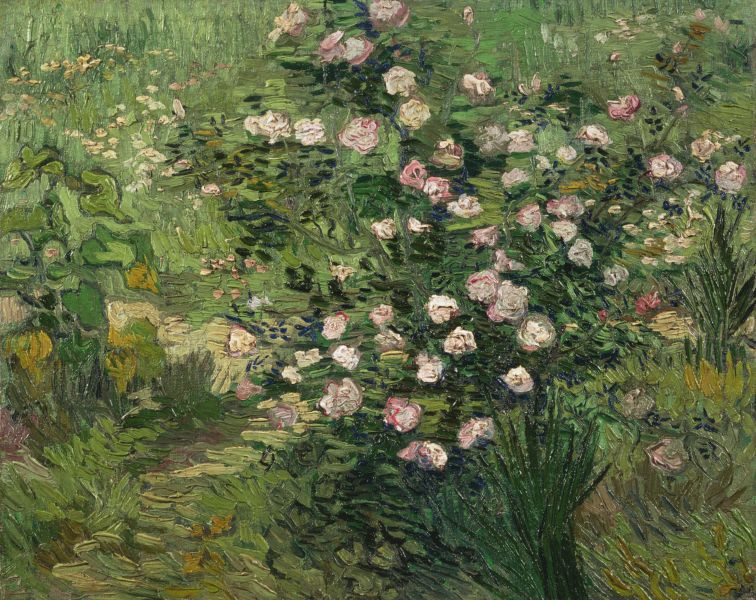
ばら(1889年4月)、33×42cm、国立西洋美術館

ばらとは、1889年4月にフィンセント・ファン・ゴッホによって描かれた絵画。油彩。
ゴッホがアルルからサン＝レミ＝ド＝プロヴァンスに移る直前に描いたといわれる。サン＝レミ時代に顕著になる「うねるようなタッチ」が表れ始めている作品といわれる。
松方コレクションに含まれていたもので、国立西洋美術館所蔵。